# Ющакевич, Михал
Михал Ющакевич (пол. Michał Juszczakiewicz; род. 14 ноября 1958, Сопот, Польская Народная Республика) — польский киноактёр и телеведущий, сценарист, режиссёр и продюсер документального кино.

## Биография
Родился 14 ноября 1958 года в Сопоте. В детстве хотел стать астрономом. В 1977 году поступил на актёрский факультет Театральной академии имени Александра Зельверовича в Варшаве, которое окончил в 1981 году. В 1987—1988 годах учился на сценарном факультете Высшей государственной школы кинематографа, телевидения и театра имени Леона Шиллера в Лодзи.
Дебютировал в кино в подростковом возрасте. В 1980 году, во время обучения на третьем курсе театральной академии, сыграл главную роль в фильме «Чувствительные места» режиссёра Петра Андреева. Затем актёр сыграл еще в нескольких картинах, таких, как «Лихорадка», «Железный человек», «Тедди», «Мать королей».
В 1984 году Ющакевич был удостоен премии Збышека Цибульского в номинации «Лучший актёр молодого поколения». Год спустя, на национальном театральном фестивале, он получил главный приз и приз за дебют за роль в монодраме под названием «За дерзкую жизнь» по прозе Эдварда Стахуры.
В 1989 году дебютировал в качестве режиссёра в телевизионном фильме «Студия». В это время Ющакевич писал сценарии для художественных фильмов и телесериалов, а также сценические адаптации. В 1991 году он возглавил независимое актёрское агентство в Гданьске.
В 1995—2007 годах актёр выпускал развлекательную программу с поющими детьми под названием «От детского сада до Ополе». Он был одним из сценаристов, ведущих и режиссёров проекта. За эту программу Ющакевич получил награду Общества друзей города Ополе. Одновременно с выпуском программы, он занимался производством документальных фильмов, созданием репортажей, написанием сценариев, постановкой спектаклей и шоу. Ющакевич проводил актёрские мастер-классы, с участием других актёров, для несовершеннолетних бывших наркоманов. Он является продюсером авторского фестиваля песен-шанти в Гданьске.
В 2009 году Ющакевич впервые снял документальный фильм «Тайна могилы Коперника», рассказав о своём поиске и идентификации пропавшей могилы Николая Коперника. Фильм получил награду на Шанхайском фестивале документальных фильмов.

## Фильмография
| Год  | Фильм                                                 | Режиссёр                 | Персонаж               |
| ---- | ----------------------------------------------------- | ------------------------ | ---------------------- |
| 1976 | «Отпуск» (пол. Wakacje)                               | Анетте Ольсен            | Здисек Рудавский       |
| 1979 | «Час В» (пол. Godzina „W”)                            | Януш Моргенштерн         | Сова                   |
| 1979 | «Террариум» (пол. Terrarium)                          | Анджей Титков            | Михал Грабик           |
| 1980 | «Чувствительные места» (пол. Czułe miejsca)           | Пётр Андреев             | Ян Залесский           |
| 1980 | «Лихорадка» (пол. Gorączka)                           | Агнешка Холланд          | Михал Ющук             |
| 1980 | «Дом» (пол. Dom)                                      | Ян Ломницкий             | раненый в гипсе        |
| 1981 | «Амнистия» (пол. Amnestia)                            | Станислав Едрыка         | Рышард                 |
| 1981 | «Человек из железа» (пол. Człowiek z żelaza)          | Анджей Вайда             | молодой работник верфи |
| 1981 | «Человек не нужен!» (пол. Mężczyzna niepotrzebny!)    | Лако Адамик              | Яцек                   |
| 1982 | «Мать Крулов» (пол. Matka Królów)                     | Януш Заорский            | Стас Крул              |
| 1982 | «Перевёрнутая» (пол. Do góry nogami)                  | Станислав Едрыка         | тромбонист Эдцио       |
| 1982 | «Баллы за происхождение» (пол. Punkty za pochodzenie) | Францишек Тшецяк         | Михал Серетны          |
| 1983 | «Остатья» (пол. Pobyt)                                | Франк Байер              | стражник               |
| 1983 | «Долина счастья» (пол. Dolina szczęścia)              | Кшиштоф Новак-Тышовецкий | Артур                  |